# Zákon proti zahraničním sankcím
Zákon proti zahraničním sankcím (anglicky Anti-Foreign Sanctions Law, AFSL) je zákon Čínské lidové republiky. Byl vytvořen jako reakce na rostoucí mezinárodní sankce zaměřené na čínské úředníky a subjekty. Stálým výborem Všečínského shromáždění lidových zástupců byl schválen 10. června 2021 ve zrychleném procesu bez veřejné konzultace. Tento zákon zavádí komplexní právní rámec, který čínské vládě umožňuje uplatňovat protiopatření vůči zahraničním sankcím.

## Pozadí vzniku zákona
Zákon proti zahraničním sankcím vznikl v době zvýšeného napětí mezi Čínou a západními zeměmi, zejména po sankcích uvalených Spojenými státy, Evropskou unií, Spojeným královstvím a Kanadou kvůli obavám z porušování lidských práv v Sin-ťiangu a Hong Kongu. Jeho vznik navazoval na výzvu Si Ťin-pchinga z listopadu 2020 k přijetí právních nástrojů na ochranu „národní suverenity, bezpečnosti a rozvojových zájmů“ Číny.
Zákon proti zahraničním sankcím je součástí širšího rámce čínských opatření namířených proti zahraničním omezením. Tato opatření zahrnují seznam nespolehlivých subjektů, blokační pravidla Ministerstva obchodu, úsilí o vyrovnání mezinárodního obchodu v oficiální čínské měně (RMB) a vývoj alternativních mezinárodních platebních systémů.

## Rozsah působnosti
Zákon proti zahraničním sankcím se zaměřuje na jednotlivce a organizace zapojené do vytváření nebo provádění sankcí proti zájmům Číny, a účastnící se procesu tvorby nebo rozhodování o těchto sankcích nebo podporující jejich provádění. Tento zákon umožňuje opatření jako zamítnutí či zrušení víz, zmrazení majetku, omezení obchodních aktivit v Číně, zákaz transakcí s čínskými subjekty či jiná blíže nespecifikovaná opatření, která úřady považují za vhodná.
V březnu 2025, po zavedení cel Donaldem Trumpem, podepsal čínský premiér Li Čchiang nařízení, kterým se zavádějí nová pravidla k posílení protiopatření v rámci zákona proti zahraničním sankcím.

## Významné případy
V prosinci 2024, v reakci na nedávné americké prodeje zbraní Tchaj-wanu, Peking plánoval uvalit sankce na výkonného ředitele společnosti Data Link Solutions LLC, což je společný podnik v oblasti vojenských zakázek. Omylem však sankcionoval Beth Edlerovou, prezidentku společnosti Data Link Solutions Inc., která je nijak nesouvisející společností se sídlem v Missouri a poskytuje datové služby vydavatelům telefonních seznamů.

## Přijetí
Právní odborníci, mezinárodní obchodní komunita a zahraniční vlády vyjádřili obavy ohledně širokého rozsahu a extrateritoriální aplikace zákona AFSL, absence odvolacích mechanismů u sankcionovaných subjektů a dopadu na globální dodavatelské řetězce.